# Helmut Zenker
Helmut Zenker (ur. 11 stycznia 1949 w St. Valentin w Dolnej Austrii, zm. 7 stycznia 2003 w Wiedniu) – austriacki poeta i pisarz, pracujący swojego czasu także jako kierowca ciężarówek i operator. Od 1973 niezależny pisarz. Pochowany na Cmentarzu Centralnym w Wiedniu. 
Dzieła literackie to między innymi Wer hier die Fremden sind (1974), Kassbach (1974), Herr Nowak macht Geschichten (1976), Der Drache Martin (1977), Der vierte Mann (1978).